# アザー・ファイナル
『アザー・ファイナル』（The Other Final）は、2002年6月30日に行われたFIFA公認の国際Aマッチブータン代表とモントセラト代表のサッカーの試合をドキュメンタリーとして映像化したヨハン・クレイマー監督、ヨハン・クレイマー、ROBOT製作の蘭・日合作の映画である。

## 概要
2002 FIFAワールドカップの決勝戦が横浜市の横浜国際総合競技場で行われた6月30日に、ブータンの首都ティンプーのチャンリミタン・スタジアムで、当時FIFAランキング最下位のモントセラトと、その一つ上のブータンの間で「もう一つの決勝戦」と題して最下位決定戦となるFIFA公認の国際Aマッチが行われた。試合は4-0でブータンが勝利したが、トロフィーは2つに分割され両チームに分け与えられた。

## 試合の詳細
| 2002年6月30日 |

| ブータン                                                     | 4 - 0 | モントセラト |
| ワンゲイ・ドルジ 4分、66分、78分 ディニッシュ・チェトリ 76分 |       |              |

| チャンリミタン・スタジアム 25,000人 |

## 賞
- アビニヨン映画祭 - ベスト・ドキュメンタリー賞（2003年）
- バミューダ国際映画祭 - ドキュメンタリー賞（2003年）